# ادنا (تگزاس)
ادنا، تگزاس(به انگلیسی: Edna, Texas) شهری در ایالت تگزاس از ایالات جنوبی ایالات متحده آمریکا است. در سرشماری سال ۲۰۰۰، جمعیت این شهر ۵۸۹۹ نفر اعلام شد.